# غرجي (مقاطعة ديواندرة)
غرجي (بالفارسية: گرجی) هي قرية تقع في قسم سارال الريفي (مقاطعة ديواندرة) في إيران. يقدر عدد سكانها بـ 64 نسمة بحسب إحصاء 2016.